# Alexander von Keudell
Alexander Moritz Jakob Gustav von Keudell (* 16. Januar 1861 in Schwebda; † 24. Juni 1939 in Göttingen) war ein deutscher Verwaltungsbeamter, Rittergutsbesitzer und Politiker.

## Herkunft
Seine Eltern waren der Besitzer von Schwebda Rudolf Karl Wilhelm Friedrich Ferdinand von Keudell (* 23. Juli 1828; † 11. August 1878) und dessen Ehefrau Marie Ottilie Charlotte Josine Dorothea von Eschwege aus dem Haus Jestedt (* 23. Februar 1832; † 29. November 1900). Nach dem Tod seines Vaters heiratete seine Mutter am 8. Juni 1882 den Major a. D. Ferdinand Johann Ludwig von Eschwege auf Reichensachsen (* 28. Dezember 1820 in Reichensachsen; † 23. April 1899 in Reichensachsen).

## Leben
Alexander von Keudell machte 1880 Abitur an der Klosterschule Ilfeld und studierte anschließend Rechtswissenschaften an der Eberhard Karls Universität Tübingen. 1881 wurde er Mitglied des Corps Suevia Tübingen. Nach dem Studium trat er in den preußischen Staatsdienst ein, wurde 1886 Referendar, und war von 1893 bis 1919 Landrat des Landkreises Eschwege. Seit 1901 war er Besitzer des Guts Keudelstein.

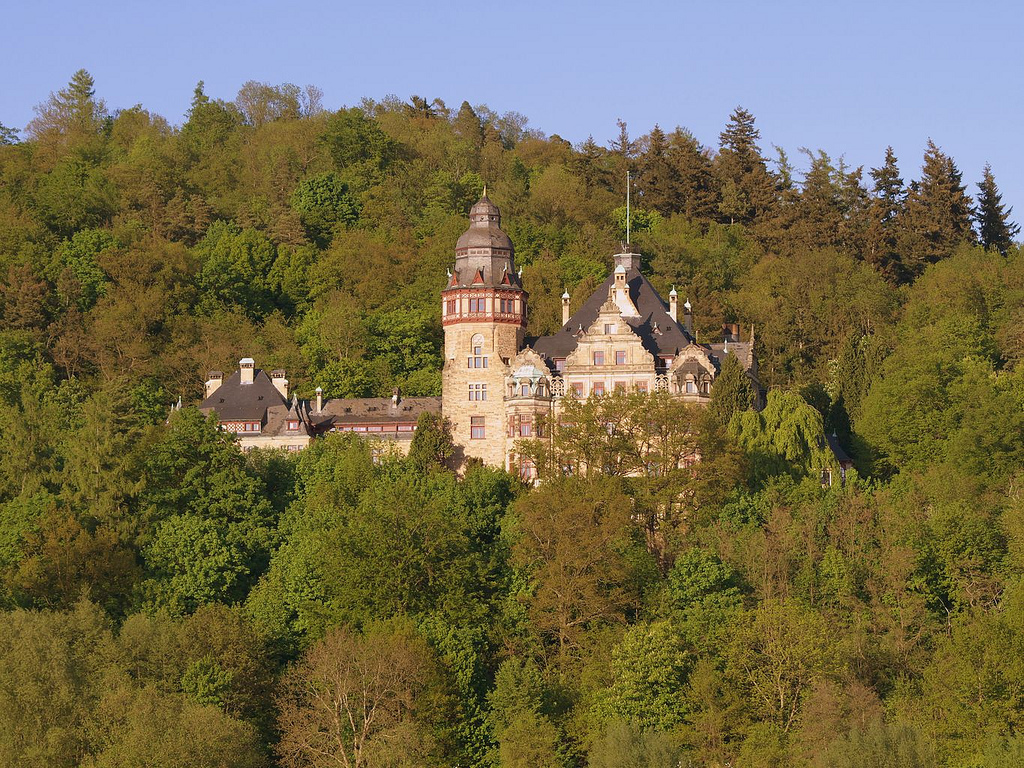
Schloss Wolfsbrunnen

Keudell war preußischer Kammerherr, Präsident der Landwirtschaftskammer Kurhessen und Vizemarschall der Althessischen Ritterschaft. Er gehörte dem Kommunallandtag Kassel an, dessen Präsident er von 1918 bis 1919, von 1921 bis 1929 und von 1931 bis 1932 war. Beim preußischen Militär erreichte er den Dienstgrad Hauptmann der Garde und gehörte dem Johanniterorden als Rechtsritter an. Er war verheiratet mit Louise Henschel. Als Geschenk der Familie seiner Frau ließ er von 1904 bis 1907 das Schloss Wolfsbrunnen bauen.
Alexander von Keudell war langjähriges Mitglied des Kasseler Museumsvereins.

## Familie
Er heiratete am 23. Juni 1886 Louise Henschel (* 13. Juli 1865; † 1951), Tochter des Großindustriellen Oscar Henschel. Das Paar hatte folgende Kinder:
- Rudolf Oskar Ludwig Ferdinand (* 17. April 1887; † 19. August 1968) ⚭ N.N.
- Marie-Luise Anna Sophie Anna Erna Chlotilde Bertha (* 22. Dezember 1889; † 8. Juni 1972) ⚭ Max Berndt von Saldern (* 3. Juli 1886; † 4. Juli 1968), Landrat, auf Klein-Mantel (Nordostbrandenburg)
- Margretha Elisabeth Anna Marie Luise Henny (* 30. August 1891) ⚭ Friedrich Ferdinand Adalbert von Eisenhart-Rothe (* 17. August 1884), Sohn des Georg von Eisenhart-Rothe
- Hans Walradt Karl Otto Thankmar Georg Friedrich (* 6. September 1892; † 31. August 1894)

## Auszeichnungen
- Ehrensenator der Philipps-Universität Marburg